# Ceaika, Kărdjali
Ceaika (în bulgară Чайка) este un sat în comuna Momcilgrad, regiunea Kărdjali,  Bulgaria. 

## Demografie
Componența etnică a satului Ceaika
     Turci (100%)
     Nicio identificare (0%)
     Altele (0%)
La recensământul din 2011, populația satului Ceaika era de 230 locuitori. Din punct de vedere etnic, majoritatea locuitorilor (100,0%) erau turci. Pentru 0,0% din locuitori nu este cunoscută apartenența etnică.